# Panoz Esperante GTLM
Panoz Esperante GTLM – samochód sportowy skonstruowany, a następnie produkowany w latach 2000-2009 przez firmę Panoz. Dostępny jako 2-drzwiowy roadster lub 2-drzwiowe coupé. Cena w okresie produkcji wynosiła 128.500 $. Jego wyścigowy odpowiednik to Panoz Esperante GT-LM. Do napędu użyto jednostki V8 Forda osiągającej moc maksymalną 420 KM. Model ma zostać zastąpiony przez Panoza Abruzzi. Prędkość maksymalna pojazdu to 289 km/h, a przyspieszenie 0-100 km/h 4,2 s.

## Dane techniczne

### Silnik
- V8 90° 4,6 l 32v Ford
- Moc maksymalna: 420 KM przy 6000 obr./min

### Osiągi
- Prędkość maksymalna: 289 km/h
- Przyspieszenie 0-100 km/h: 4,2 s